# Froschbissgewächse
Die Froschbissgewächse (Hydrocharitaceae) sind eine Familie in der Ordnung der Alismatales innerhalb der Monokotyledonen. Sie wird gegliedert in vier Unterfamilien und enthält 16 bis 18 Gattungen mit 116 bis 120 Arten. Sie gedeihen im Süß- und Salzwasser von den Gemäßigten Breiten bis in den Tropen. Einige Arten werden als Zierpflanzen in Teichen oder Aquarien verwendet.

## Beschreibung und Ökologie

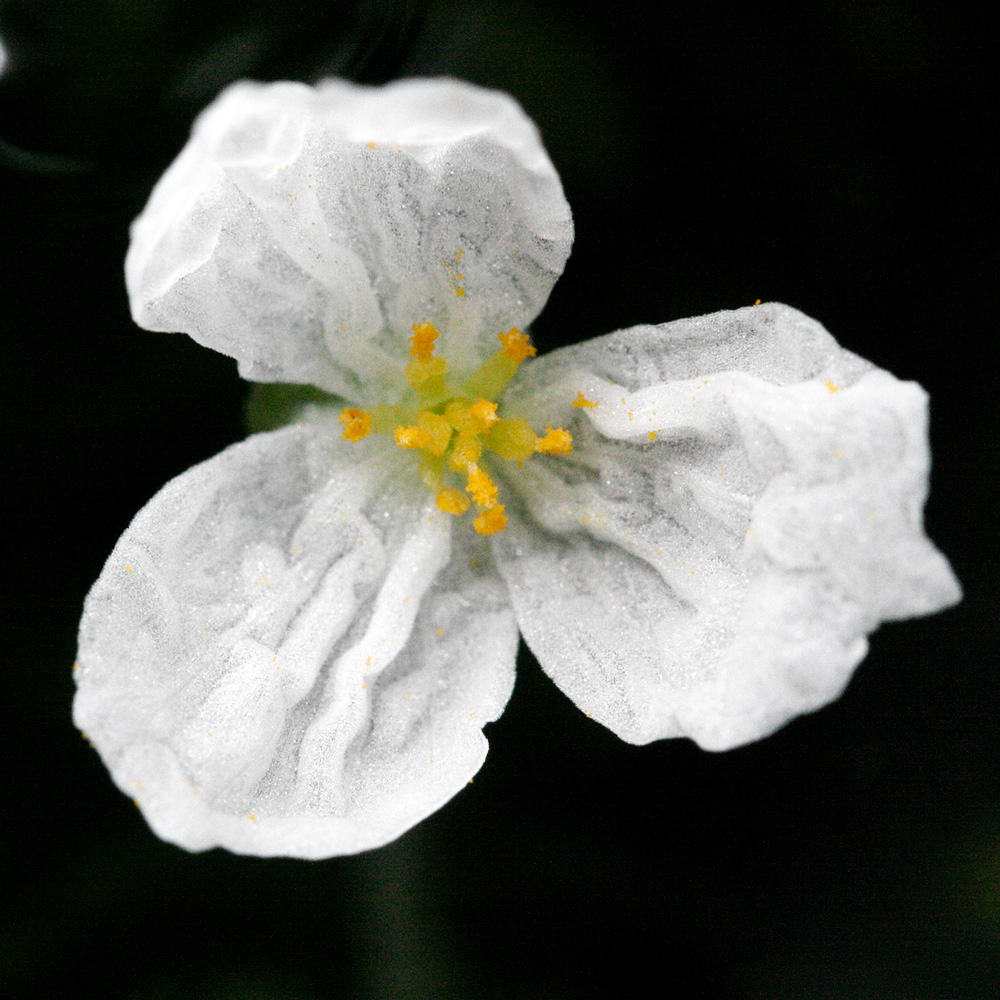
Unterfamilie Anacharidoideae: Egeria densa blüht über der Wasseroberfläche, hier eine männliche Blüte

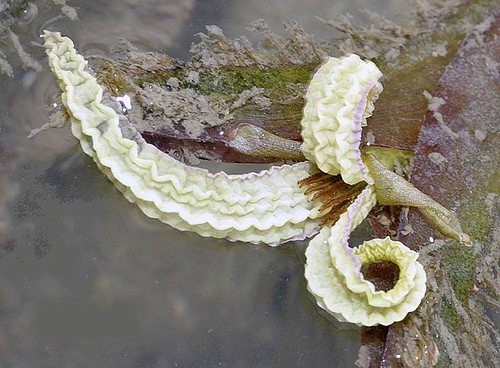
Unterfamilie Hydrilloideae: weibliche Blüte von Enhalus acoroides

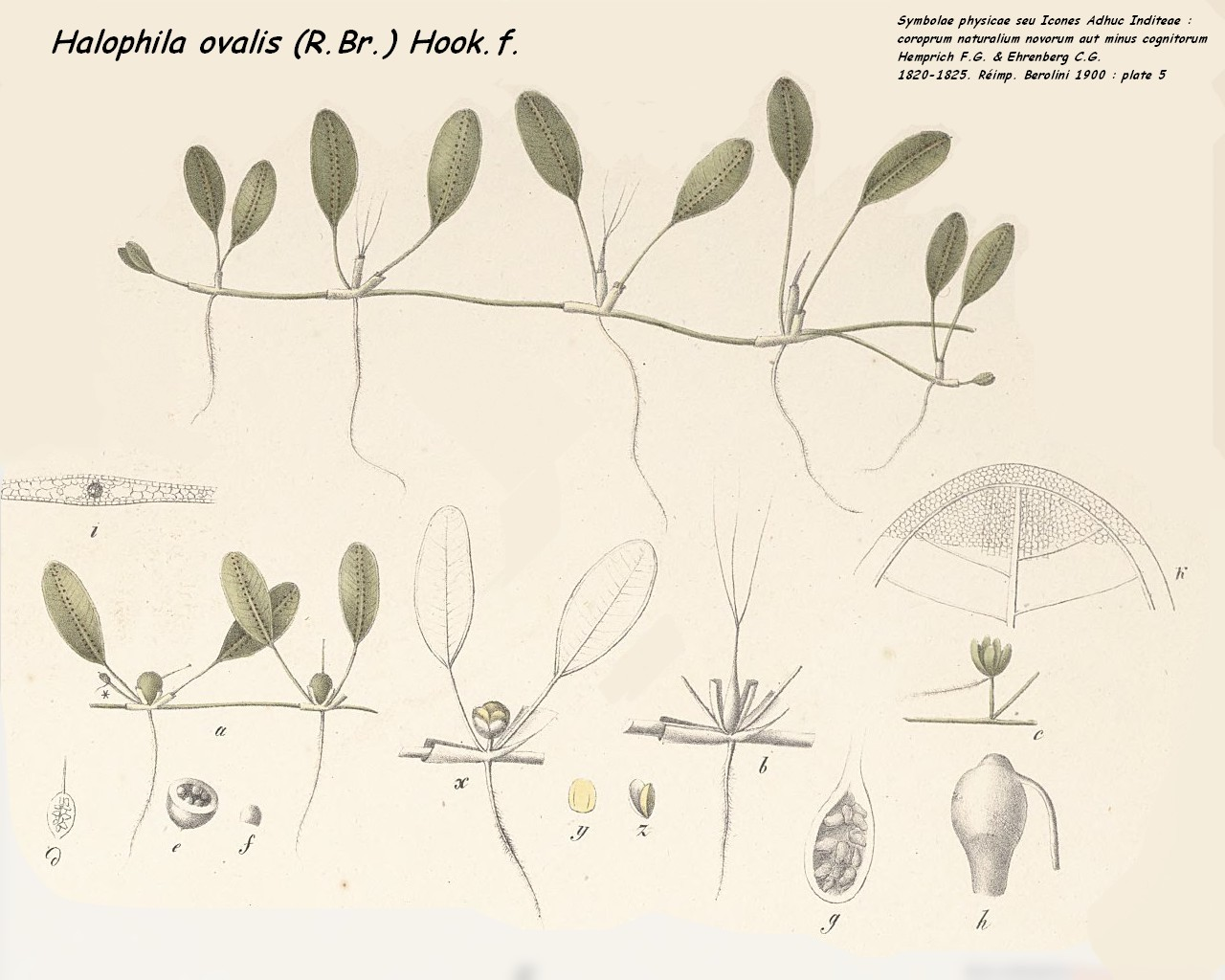
Unterfamilie Hydrilloideae: Illustration von Halophila ovalis

### Erscheinungsbild und Laubblätter
Es handelt sich um einjährige bis meist ausdauernde krautige Pflanzen. Sie gedeihen als Sumpf-, Schwimmblatt- oder meist Unterwasser-Pflanzen in Süß- bis Salzwasser. Oft bilden sie Rhizome oder Stolonen, mit denen sie im Gewässergrund verankert sind. Einige Arten sind frei flutend. Sie sind mehr oder weniger stark submers, selten ragen vegetative Pflanzenteile über die Wasseroberfläche.
Die Laubblätter sind gegenständig, wechselständig oder wirtelig, grundständig oder am Stängel verteilt angeordnet. Es können Blattstiele vorhanden sein. Die Blattscheiden sind offen. Die Blattspreiten sind parallelnervig und ihre Form variiert je nach Art sehr. In den Blattachseln sind Schuppen vorhanden.

### Blütenstände und Blüten
Sie können einhäusig (monözisch) oder zweihäusig (diözisch) getrenntgeschlechtig sein. Die Blüten stehen einzeln oder in zymösen Blütenständen zusammengefasst. Die Blüten stehen über einem einzelnen spathaähnlichen Hochblatt, das meist aus zwei verwachsenen Hochblättern entsteht oder es sind zwei freie Hochblätter vorhanden.
Ihre radiärsymmetrischen, dreizähligen Blüten sind meist eingeschlechtig oder selten zwittrig. Es sind ursprünglich zwei Kreise mit je drei freien Blütenhüllblättern vorhanden; sie sind weiß, gelb, rot, violett oder blau und meist in Kelch und Krone gegliedert, bei manchen Taxa fehlen die Kronblätter. Die männlichen Blüten enthalten ein, zwei oder viele (bis 100 dann sind höchstens 25 fertil) Staubblätter. In den weiblichen Blüten sind zwei bis 20 Fruchtblätter zu einem unterständigen Fruchtknoten verwachsen, mit gleich vielen Stempeln wie Fruchtblättern. Die Narben sind zweiästig. Der einkammerige Fruchtknoten enthält in parietaler Plazentation viele orthotrope bis anatrope, aufrechte bis hängende, bitegmische Samenanlagen. Die Bestäubung erfolgt selten durch Insekten (Entomophilie). Meist erfolgt die Bestäubung durch das Wasser, manchmal durch frei umhertreibende, männliche Blüten.

### Früchte und Samen
Es werden trockene oder beerenartige Kapselfrüchte gebildet mit vielen meist kleinen Samen. Die Früchte reifen unter Wasser. Die Verbreitung der Diasporen erfolgt durch das Wasser. Die Samen weisen oft eine warzige oder netzartige Oberfläche auf.

### Chromosomen
Die Chromosomen (0,8 bis) meist 2 bis 10 µm lang. Die Chromosomengrundzahlen betragen x = 7 bis 12. Es kommt Polyploidie vor.

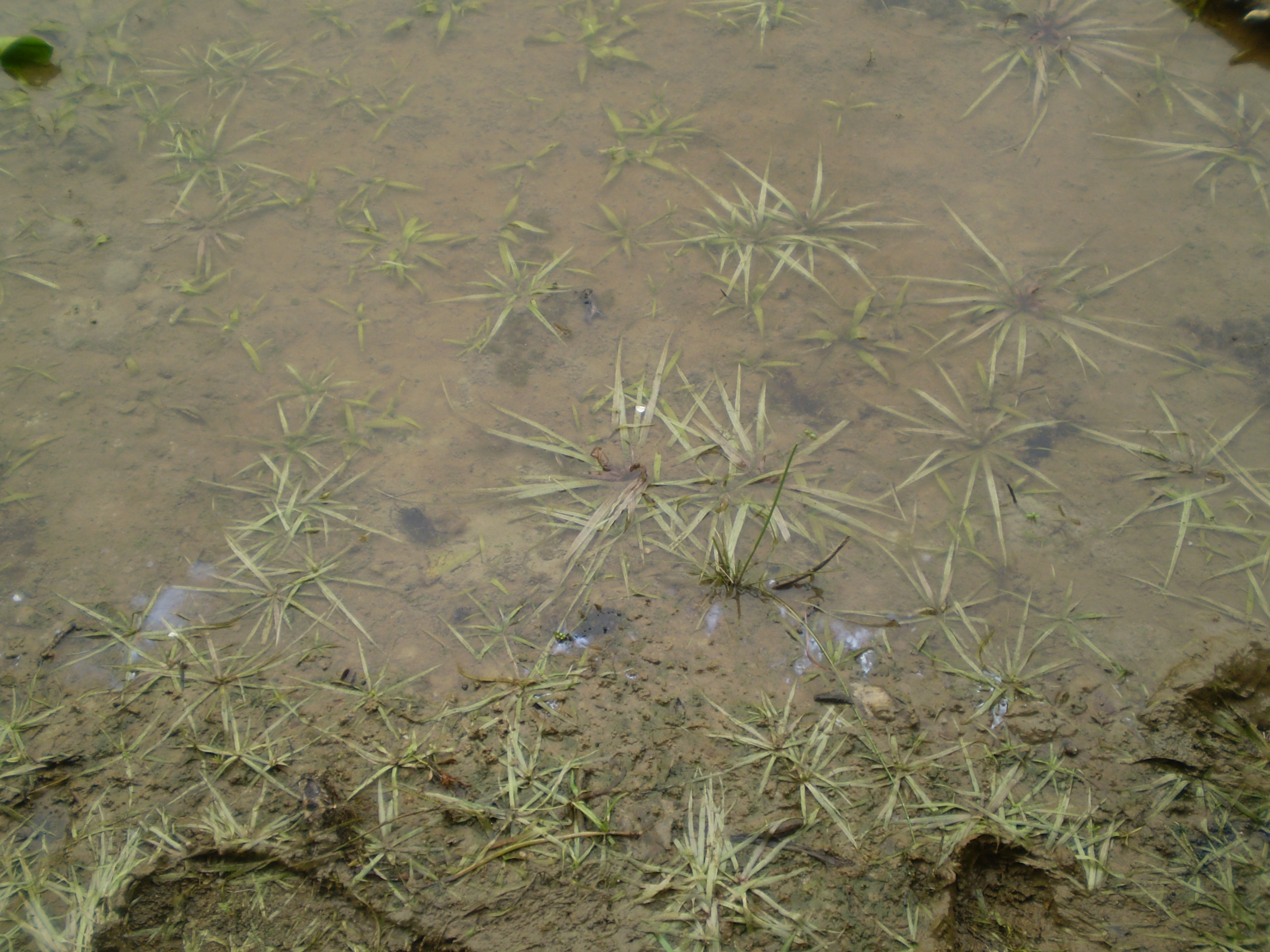
Unterfamilie Anacharidoideae: Blyxa echinosperma

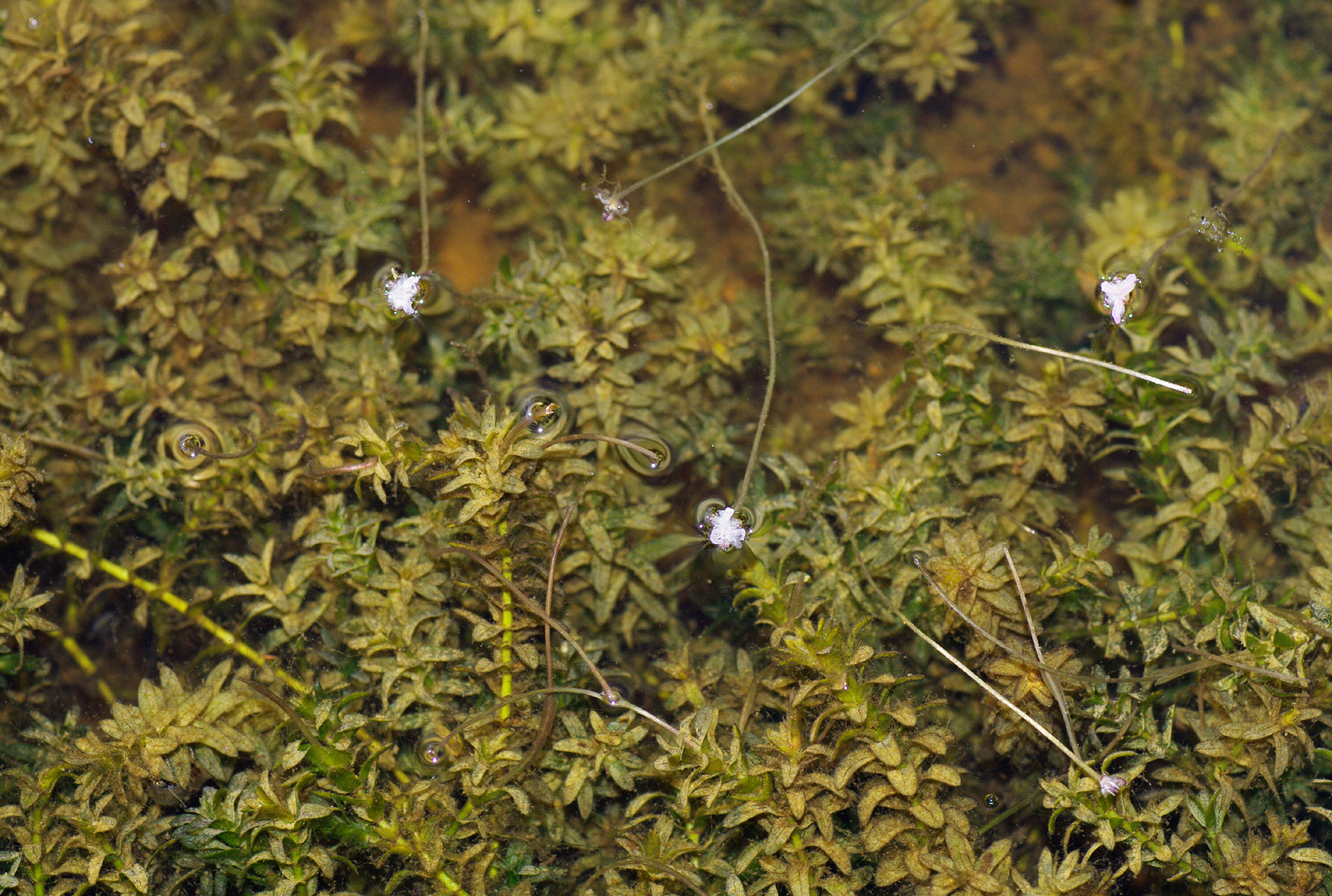
Unterfamilie Anacharidoideae: Kanadische Wasserpest (Elodea canadensis), blühend

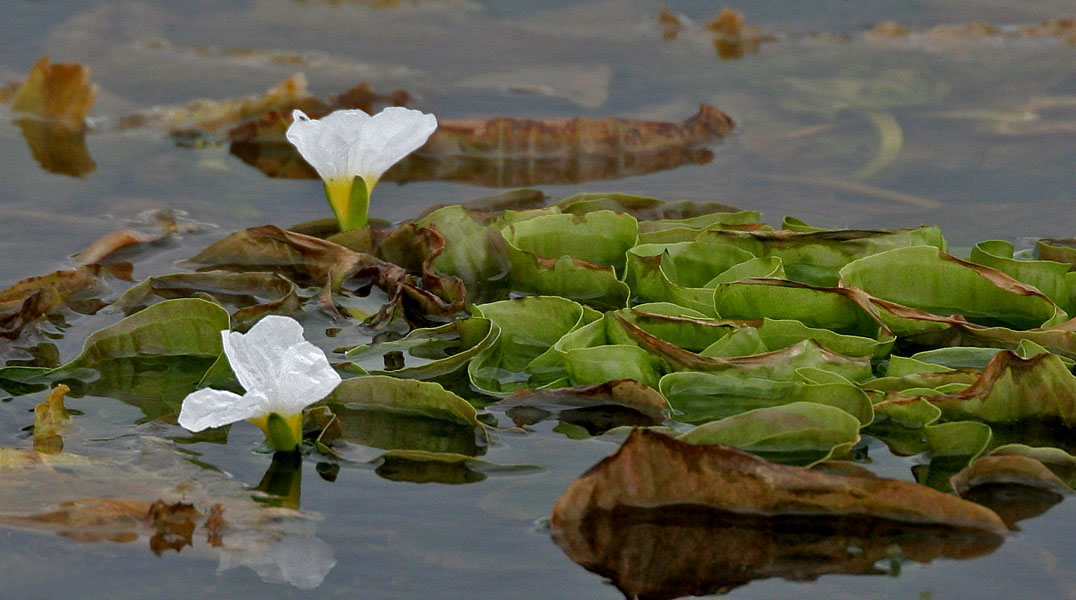
Unterfamilie Anacharidoideae: Ottelia alismoides

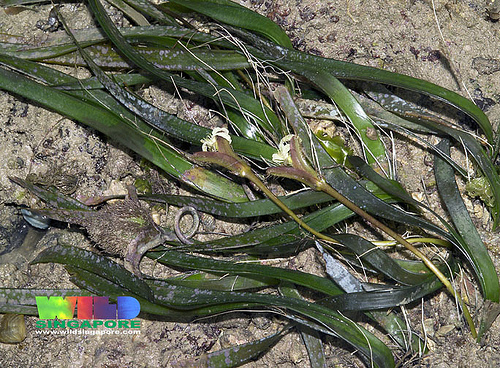
Unterfamilie Hydrilloideae: Enhalus acoroides

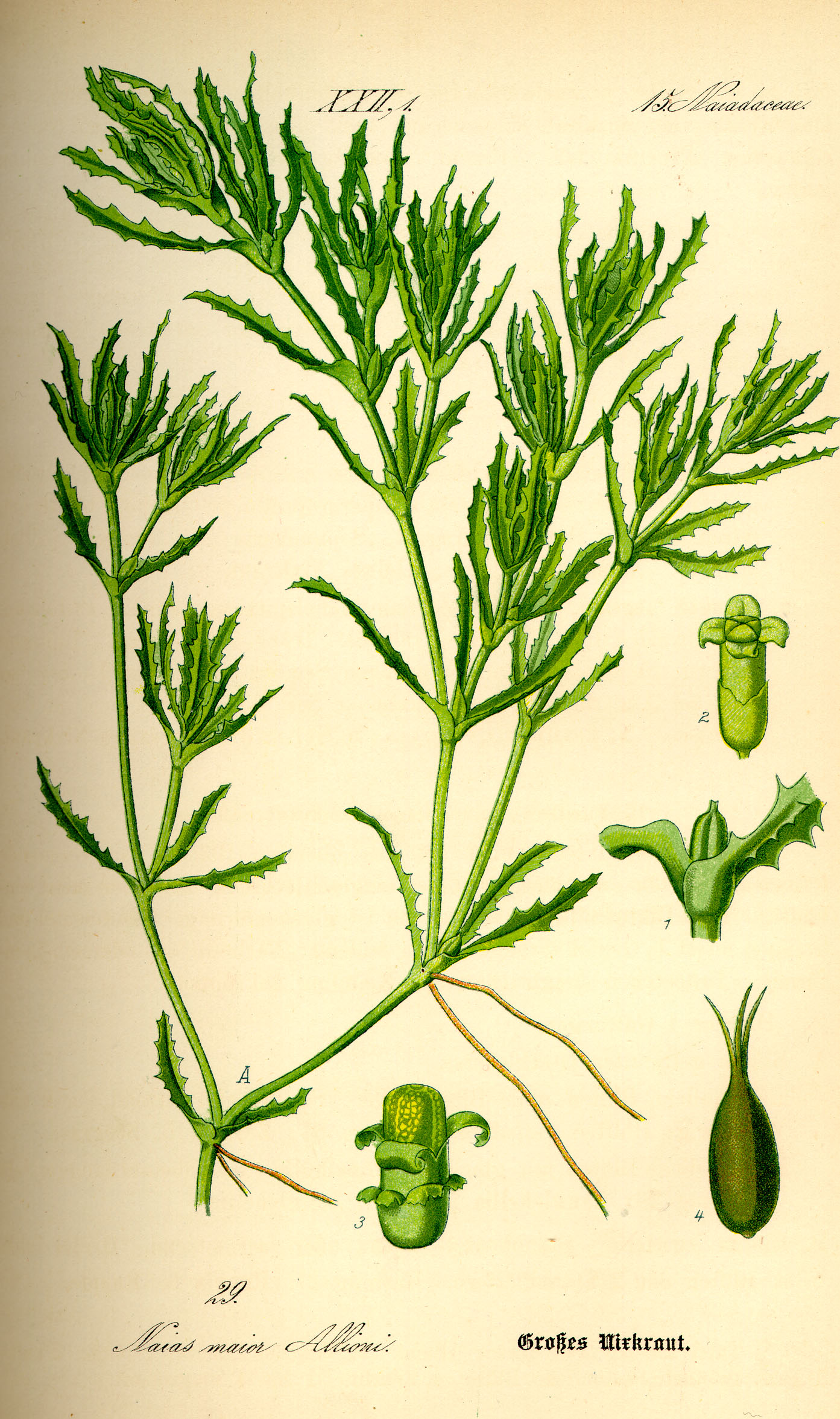
Unterfamilie Hydrilloideae: Großes Nixenkraut (Najas marina)

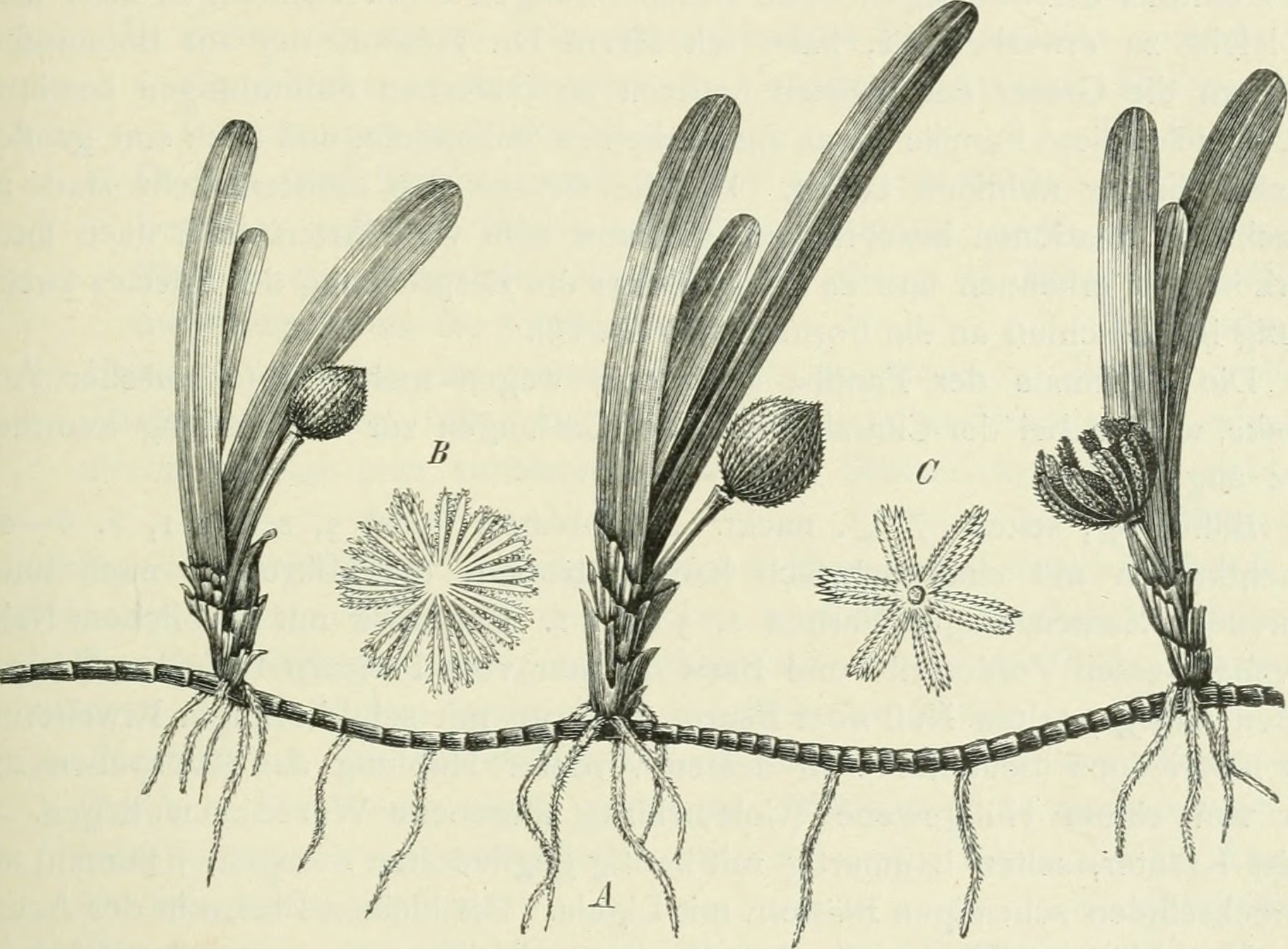
Unterfamilie Hydrilloideae: Illustration von Thalassia hemprichii

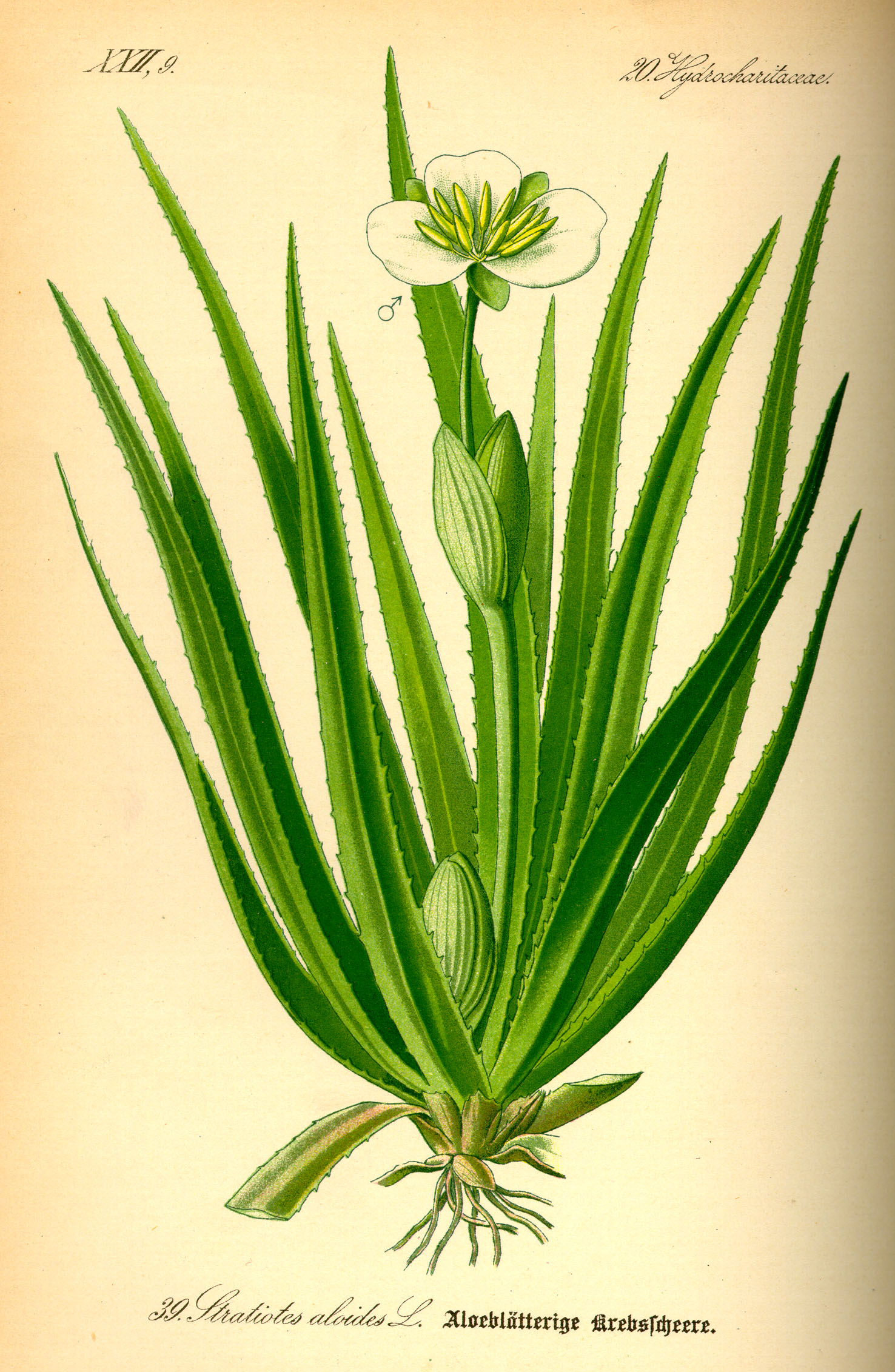
Unterfamilie Stratiotoideae: Illustration der Krebsschere (Stratiotes aloides)

## Systematik
Innerhalb der Ordnung der Alismatales sind Hydrocharitaceae die Schwestergruppe der Butomaceae.
Die Familie Hydrocharitaceae wurde 1789 von Antoine Laurent de Jussieu unter dem Namen Hydrocharides in Genera Plantarum, 67 veröffentlicht. Typusgattung ist Hydrocharis L. Synonyme für Hydrocharitaceae Juss. sind: Blyxaceae Nakai, Elodeaceae Dumort., Enhalaceae Nakai, Halophilaceae J.Agardh, Hydrillaceae Prantl, Najadaceae Juss. nom. cons., Stratiotaceae Schultz Sch., Thalassiaceae Nakai, Vallisneriaceae Link.
Die Familie der Hydrocharitaceae wird nach Les et al. 2006 und der Angiosperm Phylogeny Website in vier Unterfamilien gegliedert mit 16 bis 18 Gattungen und etwa (80 bis) 120 Arten:
- Unterfamilie Anacharidoideae Thomé: Sie enthält etwa acht Gattungen mit bis zu 54 Arten:
  - Apalanthe Planch. (sie wird von manchen Autoren zu Elodea gestellt[3]): Sie enthält nur eine oder bis zu drei Arten:
    - Apalanthe granatensis (Kunth) Planch. (Syn.: Elodea granatensis Humboldt & Bonpland[7]): Sie gedeiht im Süßwasser im tropischen Südamerika.[3]

  - Appertiella C.D.K.Cook & Triest: Sie enthält nur eine Art:
    - Appertiella hexandra C.D.K.Cook & Triest: Sie kommt im westsüdwestlichen Madagaskar vor.[3]

  - Blyxa Noronha ex Thouars (Syn.: Diplosiphon Decne., Hydrotrophus C.B.Clarke, Enhydrias Ridl., Blyxopsis Kuntze): Die elf bis dreizehn Arten sind in den Subtropen bis Tropen Afrikas, Madagaskars, Asiens und Australiens verbreitet.[3]
  - Egeria Planch.: Die nur zwei oder drei Arten sind ursprünglich in der Neuen Welt weitverbreitet. Sie sind Neophyten in vielen Gebieten der Alten Welt.
  - Wasserpest[8] (Elodea Michx., Syn.: Anacharis Rich., Udora Nutt.): Die etwa sechs Arten sind ursprünglich in der Neuen Welt weitverbreitet. Drei Arten sind Neophyten in Europa.
  - Schein-Wasserpest (Lagarosiphon Harv.): Die etwa neun Arten sind in Afrika und Madagaskar verbreitet,[3] darunter:
    - Lagarosiphon cordofanus Caspary: Sie kommt von Kamerun bis Äthiopien und Namibia vor.[3][9]
    - Wechselblatt-Wasserpest oder Große Wassergirlande (Lagarosiphon major (Ridl.) Moss): Sie ist in Westeuropa und Neuseeland stellenweise ein Neophyt. Heimisch ist die „Größere Wasserpest“ im südlichen tropischen und im südlichen Afrika.[3][10]
    - Madagassische Wassergirlande (Lagarosiphon madagascariensis Casp.; Syn.: Lagarosiphon densus[11]): Sie kommt in Madagaskar vor.[12]
    - Moosähnliche Wassergirlande (Lagarosiphon muscoides Harv.): Sie ist im tropischen und im südlichen Afrika verbreitet.[3]

  - Nechamandra Planch.: Sie enthält nur eine Art:
    - Nechamandra alternifolia (Roxburgh ex R.Wight) Thwaites (Syn.: Vallisneria alternifolia Roxburgh ex R. Wight, Lagarosiphon alternifolia (Roxb. ex R.Wight) Druce, Nechamandra roxburghii Planchon): Sie ist ursprünglich vom Subkontinent Indien bis ins südöstliche China weitverbreitet.[3]

  - Ottelia Pers. (Syn.: Beneditaea Toledo, Boottia Wall., Oligolobos Gagnep., Xystrolobos Gagnep.): Die etwa 21 Arten sind vom tropischen bis ins südliche Afrika sowie Madagaskar, in Asien sowie Australien, und von Brasilien bis ins nordöstliche Argentinien verbreitet.[3] Eine Art (Ottelia alismoides (L.) Pers.) hat sich in Reisfeldern Norditaliens eingebürgert.[13]
- Unterfamilie Hydrilloideae Luerssen: Sie enthält etwa sechs Gattungen mit etwa 61 Arten:
  - Enhalus Rich.: Sie enthält nur eine Art:
    - Enhalus acoroides (L. f.) Rich. ex Steudel (Syn.: Statiotes acoroides L. f., Enhalus koenigii Rich.): Sie gedeiht entlang der Küsten des Indischen und des westlichen Pazifischen Ozeans und auf den Inseln dazwischen, außerdem vom Somalia bis ins nördliche Mosambik und auf der südwestlichen Arabischen Halbinsel.[3]

  - Halophila Thouars: Die etwa 19 Arten sind ursprünglich an den Küsten des Pazifik, des Indischen Ozeans und in der Karibik weitverbreitet. Eine Art ist in manchen Küstengebieten ein Neophyt.[13]
  - Hydrilla Rich.: Sie enthält nur eine Art:
    - Grundnessel[8] (Hydrilla verticillata (L. f.) Royle): Sie in ist Eurasien, Afrika und Australien weitverbreitet.[3] In Mittelamerika ist sie ein Neophyt.

  - Nixenkräuter[8] (Najas L.): Die etwa 40 Arten sind fast weltweit verbreitet.[3]
  - Thalassia Banks & Sol. ex K.D.Koenig: Die nur zwei Arten gedeihen entlang der Küsten des Karibischen Meeres, des Golfs von Mexiko, des Indischen und des westlichen Pazifischen Ozeans.[3]
  - Vallisneria L. auch Vallisnerien oder Wasserschrauben genannt: Die etwa 14[14] (8 bis 26) Arten sind fast weltweit verbreitet. Einige Arten werden als Aquarienpflanzen verwendet. Vallisneria spiralis ist in vielen Gebieten eine invasive Pflanze.
- Unterfamilie Hydrocharitoideae Eaton: Sie enthält zwei Gattungen mit etwa fünf Arten:
  - Froschbiss[8] (Hydrocharis L.): Die nur drei Arten sind in der alten Welt verbreitet.[3]
  - Limnobium Rich.: Die nur zwei Arten sind im Süßwasser der Neuen Welt verbreitet.[3]
- Unterfamilie Stratiotoideae Luerssen: Sie enthält nur eine monotypische Gattung:
  - Stratiotes L.: Sie enthält nur eine Art:
    - Krebsschere[8] (Stratiotes aloides L.): Sie ist in von Europa bis Zentralasien verbreitet.[3]